# Ia Pa (huyện)
Ia Pa (đọc là /ya-pa/) là một huyện cũ nằm ở phía đông nam tỉnh Gia Lai, Việt Nam.

## Địa lý
Ia Pa là một huyện nằm ở phía đông nam tỉnh Gia Lai, có vị trí địa lý:
- Phía bắc giáp huyện Chư Sê, Mang Yang, Kông Chro
- Phía nam giáp huyện Krông Pa
- Phía đông giáp huyện Đồng Xuân, tỉnh Phú Yên
- Phía tây giáp huyện Phú Thiện và thị xã Ayun Pa.

Huyện lỵ là xã Kim Tân.
Huyện có diện tích 870,9 km², dân số là 57.948 người (năm 2021).

### Địa hình
Xen kẽ với núi đồi thấp, đất dốc, sông ngòi, đất bãi bồi và cánh đồng lúa nước hai vụ. Huyện nằm trong vùng thung lũng lòng chảo thấp và kín gió nên nhiệt độ ở đây khá cao, độ ẩm thấp, lượng mưa thấp. Với điều kiện tự nhiên như trên, huyện có rất ít lợi thế về phát triển nông, lâm nghiệp, thích hợp với các loại cây trồng, vật nuôi có nguồn gốc nhiệt đới, nhất là cây lương thực như lúa, ngô…, cây công nghiệp ngắn ngày như bông, sắn, mía, đậu… và chăn nuôi bò thịt.

### Tiềm năng thế mạnh
Gần 59.000 ha đất lâm nghiệp, trên 30.000 ha đất nông nghiệp (trong đó lúa nước thủy lợi trên 9.185 ha), diện tích ngô hàng năm gần 2.890 ha, diện tích sắn trên 5.666 ha, và trên 13.000 ha đất khá màu mỡ phù hợp với nhiều loại cây trồng có giá trị kinh tế cao như cây thuốc lá, mía…;
Giao thông thuận lợi, nguồn lao động tại chỗ dồi dào và giá nhân công rẻ… là những lợi thế của huyện để phát triển các ngành công nghiệp, nông nghiệp, lâm nghiệp chế biến thực phẩm, chế biến thức ăn gia súc.
Ngoài ra trên địa bàn huyện còn có xã Chư Mố được xác định là cái nôi của người dân tộc thiểu số Ja Rai, có điểm dừng chân của khách du lịch nước ngoài tại làng Blôm, xã Kim Tân. Đây là lợi thế của địa phương cho việc phát triển làng nghề truyền thống gắn với du lịch văn hóa.
Trong những năm qua có một số doanh nghiệp tại các địa phương đã tiếp cận và đầu tư ở một số ngành, nhất là lĩnh vực nông nghiệp, cụ thể: Công ty mía đường Gia Lai đầu tư cho nông dân trồng mía; Công ty thuốc lá BAT-Vinataba, công ty thuốc lá Khatoco Khánh Hòa đầu tư cho người nông dân trồng thuốc lá; Tập đoàn Hoàng Anh Gia Lai đầu tư trồng cao su; tập đoàn Đức Long Gia Lai đầu tư khai thác quặng chì, kẽm.

## Hành chính
Huyện Ia Pa có 9 đơn vị hành chính cấp xã trực thuộc, bao gồm 9 xã: Chư Mố, Chư Răng, Ia Broăi, Ia Kdăm, Ia Mrơn, Ia Trok, Ia Tul, Kim Tân (huyện lỵ) và Pờ Tó.

## Lịch sử
Huyện Ia Pa được thành lập theo Nghị định số 104/2002/NĐ-CP của Chính phủ vào ngày 18 tháng 12 năm 2002 trên cơ sở tách 9 xã nằm ở phía bắc sông Ayun, huyện Ayun Pa.

## Kinh tế - xã hội
Trong giai đoạn từ năm 2005 - 2010, kinh tế trên địa bàn huyện Ia Pa có tốc độ tăng trưởng khá, bình quân đạt 16,1% (trong đó giá trị sản xuất nông lâm nghiệp tăng 14,4%; công nghiệp - xây dựng tăng 22,2%; dịch vụ tăng 13% so với chỉ tiêu đề ra). Thu nhập bình quân đầu người đạt 7,51 triệu đồng/năm.  
Cơ cấu kinh tế, cơ cấu cây trồng vật nuôi chuyển dịch đúng hướng, đến năm 2010 tỉ trọng nông -  lâm nghiệp chiếm 69,42%, đạt 98,7%; công nghiêp - xây dựng chiếm 19,8%, đạt 120%; thương mại dịch vụ chiếm 10,75%, đạt trên 100% so với chỉ tiêu đề ra. Trong sản xuất nông nghiệp có mức tăng trưởng khá, hầu hết tại các xã người dân đã đưa cơ giới hóa vào các khâu làm đất, thu hoạch. Huyện bước đầu trồng được 1.200 ha cao su, tạo tiền để phát triển cây công nghiệp dài ngày trên địa bàn.
Lĩnh vực văn hóa - xã hội chuyển biến tích cực, chất lượng giáo dục và khám chữa bệnh ngày càng được nâng cao, số hộ nghèo đến cuối năm 2010 chỉ còn 21,9%, giảm được gần 50% so với năm 2005; đời sống vật chất và tinh thần của nhân dân, nhất là nhân dân vùng sâu, vùng xa, người đồng bào dân tộc thiểu số được nâng lên rõ rệt. Công tác quốc phòng, an ninh được củng cố và tăng cường, trật tự an toàn xã hội được đảm bảo góp phần phát triển kinh tế - xã hội của huyện.
Trong giai đoạn 2010 - 2015, huyện sẽ triển khai chương trình, mục tiêu kinh tế - xã hội cụ thể nhằm phát huy được tiềm năng kinh tế của địa phương để nhanh chóng đưa Ia Pa phát triển bền vững mà trước mắt là tiến kịp các địa phương khác trong tỉnh; chăm lo đời sống đồng bào dân tộc thiểu số… Giữ vững an ninh chính trị - trật tự an toàn xã hội.

## Giao thông
Cơ sở hạ tầng còn nghèo nàn, chưa phát triển: có hệ thống điện nước nhưng vẫn chưa về được hết với các đồng bào vùng sâu vùng xa, có bưu điện, ngân hàng, trường học, cơ sở y tế… chỉ đáp ứng nhu cầu cơ bản của người dân.
Có đường giao thông thuận lợi nối liền với thị xã Ayun Pa, đi qua huyện Kông Chro đến thị xã An Khê, Quốc lộ 19 và nhập vào Quốc lộ 1.